# Aumond
Aumond är en kommun av typen kanton (municipalité de canton) i provinsen Québec i Kanada. Den ligger i regionen Outaouais, i den sydöstra delen av landet, 120 km norr om huvudstaden Ottawa. Antalet invånare var 754 vid folkräkningen 2021. Landarean är 213 kvadratkilometer.